# Regencia italiana de Carnaro
La Regencia italiana de Carnaro (en italiano: Reggenza Italiana del Carnaro) fue un Estado autoproclamado en la ciudad de Fiume (hoy Rijeka, Croacia) dirigido por Gabriele D'Annunzio entre 1919 y 1920. También es conocida por su nombre lírico en italiano: Empresa de Fiume (Impresa di Fiume).

## Historia

### Conferencia de Paz de París
Al comienzo de la Primera Guerra Mundial Italia hizo un pacto con los aliados, el Tratado de Londres (1915), en el que se le prometió todo el litoral austríaco, pero no la ciudad de Fiume. Con el fin de la Primera Guerra Mundial, la ciudad de Rijeka —antes parte del Reino de Hungría, pero habitada mayoritariamente por italianos, que representaban casi el 60 % de la población, con una minoría de croatas (24 %), eslovenos (6 %), húngaros (13 %) y alemanes— pronto se convirtió en objeto de disputa entre el Reino de Italia y el recién creado Reino de los Serbios, Croatas y Eslovenos.
En la Conferencia de Paz de París (1919) se debatió el futuro de la ciudad de Rijeka, que ya bajo Hungría había constituido un Corpus Separatum en la frontera entre la Istria austríaca y la Croacia-Eslavonia húngara, y que algunos querían construir como estado independiente. Los yugoslavos reclamaron Istria, Dalmacia y Venecia Julia, incluidos Gorizia y Trieste.
Los plenipotenciarios italianos en París reclamaron Rijeka, basándose en criterios étnico-lingüísticos (la mayoría de los habitantes del centro histórico de Rijeka hablaba italiano). Wilson, sin embargo, hizo una propuesta para liberar la ciudad. Siguió una crisis de gobierno en Italia, en la que Vittorio Emanuele Orlando fue reemplazado por Francesco Saverio Nitti y señalado como responsable de la «Victoria Mutilada».

### Empresa de Fiume
Como nacionalista, Gabriele D'Annunzio estaba enojado por lo que consideraba la rendición de una ciudad italiana. El 12 de septiembre de 1919, dirigió una fuerza de unos 2600 efectivos y compuesta principalmente de miembros anteriores o en servicio de la brigada Granatieri di Sardegna del Real Ejército Italiano, así como de nacionalistas e irredentistas italianos. Muchos miembros de la fuerza de D'Annunzio eran supuestamente veteranos de las Batallas del Isonzo. [cita requerida]
Tuvieron éxito en tomar el control de la ciudad y forzaron la retirada de las fuerzas de ocupación aliadas (estadounidenses, británicas y francesas). La marcha de Ronchi dei Legionari a Fiume, por los llamados «legionarios» de D'Annunzio, se conoció como la Impresa di Fiume (‘esfuerzo de Fiume’, o ‘empresa de Fiume’).
El mismo día, D'Annunzio anunció que había anexado el territorio al Reino de Italia. Fue recibido con entusiasmo por la parte étnica italiana de la población de Fiume. A esto se opuso el gobierno italiano, que intentó presionar a D'Annunzio para que se retirara. El gobierno inició un bloqueo de Fiume y exigió que los conspiradores se rindieran. Durante su estancia en Fiume en septiembre de 1919, Filippo Tommaso Marinetti elogió a los líderes de la empresa como «desertores de avanzada» (disertori in avanti).

### Modus vivendi
El 8 de diciembre de 1919, el gobierno italiano propuso un modus vivendi reconociendo el deseo de Fiume de anexionarse y prometiendo que «solo considerarían aceptable una solución en consonancia con lo que Fiume declaró desear». El 11 y 12 de diciembre, D'Annunzio se reunió con el general Pietro Badoglio para tratar de obtener más concesiones. Badoglio se negó y D'Annunzio dijo que presentaría el modus vivendi al Consejo Nacional Italiano de Fiume. El Consejo Nacional aceptó la propuesta el 15 de diciembre.
Tras la decisión del Consejo Nacional, D'Annunzio se dirigió a una multitud de cinco mil personas y les incitó a rechazar el modus vivendi, prometiendo llevar el tema a plebiscito. El plebiscito se celebró el 18 de diciembre y, a pesar de la violencia y las irregularidades, los resultados fueron abrumadoramente a favor del modus vivendi. D'Annunzio anuló los resultados, culpando a la violencia en las urnas y anunció que él mismo tomaría la decisión final. Finalmente, rechazó el modus vivendi. Según Michael Ledeen, D'Annunzio tomó esta decisión porque desconfiaba del gobierno italiano y dudaba de su capacidad para cumplir sus promesas.
El 8 de septiembre de 1920, D'Annunzio proclamó que la ciudad estaba bajo la Regencia italiana de Carnaro con una constitución que presagiaba parte del posterior sistema fascista italiano, con él mismo como dictador, con el título de comandante. El nombre Carnaro se tomó del Golfo de Carnaro (Golfo de Kvarner), donde se encuentra la ciudad. Fue ampliado temporalmente por D'Annunzio para incluir la isla de Veglia.

## Constitución

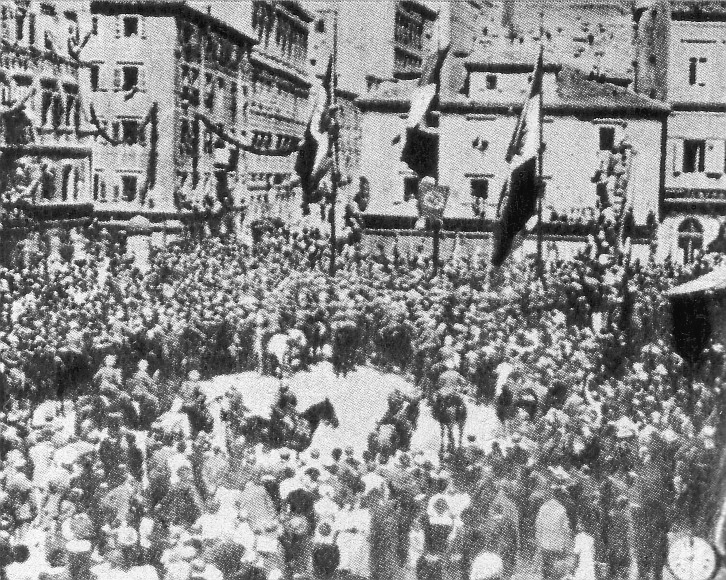
Proclamación de la Regencia italiana de Carnaro

La Carta de Carnaro, publicada el 27 de agosto de 1920,  fue una constitución que combinaba ideas anarquistas, proto-fascistas y republicanas democráticas. D'Annunzio se ve a menudo como un precursor de los ideales y técnicas del fascismo italiano. Sus propios ideales políticos explícitos surgieron en Fiume cuando fue coautor de la carta con la sindicalista Alceste De Ambris. De Ambris proporcionó el marco legal y político, al que D'Annunzio agregó sus habilidades como poeta. La carta designa a la música como una «institución religiosa y social».

### Corporaciones
La constitución estableció un Estado corporativista, con nueve corporaciones para representar los diferentes sectores de la economía, donde la membresía era obligatoria, más una décima corporación simbólica ideada por D'Annunzio, para representar a los «individuos superiores» (por ejemplo, poetas, «héroes» y «superhombres»). Los otros nueve fueron los siguientes:
- trabajadores industriales y agricultores
- pescadores
- técnicos agrícolas e industriales
- estudiantes y profesores
- abogados y médicos
- funcionarios públicos
- cooperativa de trabajadores

### Ejecutivo
El poder ejecutivo estaba conferido a siete ministros (rettori):
- Relaciones Exteriores
- Tesorería
- Educación
- Policía y Justicia
- Defensa
- Economía pública
- Labor

### Legislatura
El poder legislativo estaba conferido a una legislatura bicameral. Las sesiones conjuntas de ambos consejos (Arengo del Carnaro) serían responsables de los tratados con potencias extranjeras, las enmiendas a la constitución y el nombramiento de un dictador en tiempos de emergencia.
- Consejo de los Mejores (Consiglio degli Ottimi): elegido por sufragio universal para un mandato de 3 años, con 1 concejal por cada 1000 habitantes, este consejo era responsable de la legislación sobre justicia civil y penal, policía, fuerzas armadas, educación, vida intelectual y relaciones entre el gobierno central y las comunas.
- Consejo de Corporaciones (Consiglio dei Provvisori): compuesto por 60 miembros elegidos por nueve corporaciones por un período de 2 años, este consejo era responsable de las leyes que regulan los negocios y el comercio, las relaciones laborales, los servicios públicos, el transporte y el transporte marítimo, las tarifas y el comercio. obras públicas, profesiones médicas y jurídicas.

### Poder judicial
El poder judicial estaba en manos de los tribunales:
- Tribunal Supremo (Corte della Ragione, literalmente ‘Tribunal de la Razón’)
- Tribunales Comunales (Buoni Uomini, literalmente ‘Hombres buenos’)
- Tribunal Laboral (Giudici del Lavoro, ‘Jueces de derecho laboral’)
- Tribunal Civil (Giudici Togati, ‘Jueces con bata’)
- Tribunal Penal (Giudici del Maleficio, donde Maleficio es una forma literaria de ‘fechorías’, pero también puede significar ‘maldición’)

### Impacto
Benito Mussolini fue influenciado por las partes fascistas de la constitución y por el estilo de liderazgo de D'Annunzio en su conjunto. D'Annunzio ha sido descrito como el Juan Bautista del fascismo italiano, ya que prácticamente todo el ritual del fascismo fue inventado por D'Annunzio durante su ocupación de Fiume y su liderazgo de la Regencia italiana de Carnaro. Estos incluían la dirección del balcón, el saludo romano, los gritos de ¡Eia, eia, eia! ¡Alala! tomado del grito de Aquiles en la Ilíada, el diálogo dramático y retórico con la multitud y el uso de símbolos religiosos en nuevos escenarios seculares. También incluyó su método de gobierno en Fiume: la economía del estado corporativo; trucos escénicos; grandes rituales públicos nacionalistas y emotivos; y seguidores de camisa negra, los Arditi, con sus respuestas bestiales y disciplinadas y represión feroz de la disidencia. Incluso se dice que originó la práctica de dosificar por la fuerza a los oponentes con grandes cantidades de aceite de ricino, un laxante muy eficaz, para humillarlos, inutilizarlos o matarlos, una práctica que se convirtió en una herramienta común de los camisas negras de Mussolini.

## Final
La aprobación del Tratado de Rapallo (1920) el 12 de noviembre de 1920 convirtió a Fiume en un estado independiente, el Estado Libre de Fiume. A pesar de esto, D'Annunzio ignoró el tratado y declaró la guerra al propio Reino de Italia. El 24 de diciembre de 1920, el ejército italiano y un bombardeo de la Marina Real Italiana obligaron a los legionarios de Fiuman a evacuar y entregar la ciudad.
El Estado Libre de Fiume duraría oficialmente hasta 1924, cuando Fiume se anexó formalmente al Reino de Italia según los términos del Tratado de Roma. La división administrativa se llamó Provincia de Carnaro.